# Victòria Farnese
Victòria Farnese, també coneguda com a Victòria, princesa de Parma (en italià: Vittoria, Principessa di Parma) i pel seu nom de casada Victòria Farnese della Rovere (Valentano, 10 d'agost del 1519 - Pesaro, 13 de desembre del 1602), va ser una dama de la noblesa italiana del segle xvi, filla de Pere Lluís I de Parma i de Girolama Orsini i duquesa consort d'Urbino entre el 1548 i el 1574.